# Melica aschersonii
Melica aschersonii là một loài thực vật có hoa trong họ Hòa thảo. Loài này được M.Schulze mô tả khoa học đầu tiên năm 1889.